# Stuston
Stuston est un village et une paroisse civile du Suffolk, en Angleterre.

## Toponymie
Stuston est un nom d'origine vieil-anglaise. Il désigne vraisemblablement la ferme (tūn) d'un homme appelé *Stūt. Il est attesté pour la première fois dans le Domesday Book, compilé en 1086, sous la forme Stutestuna.

## Démographie
Au recensement de 2011, la paroisse civile de Stuston comptait 194 habitants.